# New York Times Tower
New York Times Tower oder The New York Times Building ist ein Super-Wolkenkratzer in Manhattan in New York City. Er ist der Hauptsitz der US-Tageszeitung The New York Times.

## Beschreibung
Der Wolkenkratzer befindet sich auf der Westseite von Midtown Manhattan an der Eight Avenue zwischen der 40th und 41st Street. Er steht direkt gegenüber dem Busbahnhof Port Authority Bus Terminal. Der Times Square und der Bryant Park sind nur wenige Blocks entfernt.
Der Bau des Wolkenkratzers begann im August 2004 und wurde nach einer dreijährigen Bauzeit im Juni 2007 fertiggestellt. Auftraggeber war die bekannte Tageszeitung The New York Times, die plante ihren Hauptsitz von der 229 43rd Street in ein größeres Gebäude zu verlegen. Die feierliche Eröffnung fand am 19. November 2007 statt. Der New York Times Tower ist 318,8 Meter (1046 Fuß) hoch und damit mit Stand 2023 gemeinsam mit dem Chrysler Building das 13-höchste Gebäude in New York City. Des Weiteren rangiert der Turm auf dem 21. Rang der höchsten Gebäude in den USA. Die Baukosten waren mit 850 Millionen US-Dollar veranschlagt und betrugen letztendlich über eine Milliarde US-Dollar.
Die New York Times wurde 1851 gegründet und bezog ein Gebäude in der 113 Nassau Street in Lower Manhattan. 1854 zog die Zeitung in die 138 Nassau Street (heute Potter Building) und 1858 in das benachbarte 41 Park Row Building um. Dieses Gebäude wurde 1889 durch einen 13-stöckigen und 1905 auf 16 Stockwerke erhöhten Neubau ersetzt. Am 1. Januar 1905 zog die New York Times in den One Times Square am Longacre Square, der kurz darauf in Times Square umbenannt wurde. Bereits wenige Jahre später im Jahr 1913 verlegte sie ihren Hauptsitz in das Times Annex in der 229 43rd Street. Seit Juni 2007 ist die Zeitung schließlich im The New York Times Building ansässig. Die New York Times nutzt das Gebäude bis einschließlich der 27. Etage. Die restlichen Stockwerke darüber werden seit 2018 von Brookfield Properties für Bürozwecken vermietet. Eine Einrichtung für Publikumsverkehr gibt es im New York Times Tower nicht, er ist daher der Öffentlichkeit nicht zugänglich.

## Bauweise
Das Design beinhaltet viele Funktionen zur Steigerung der Energieeffizienz. Der Sonnenschutz, voll verglast mit Niedrig-Energie-Glas, maximiert den Eintrag natürlichen Lichts im Gebäude, während Keramikstäbe die direkte Sonneneinstrahlung abblocken und so die Klimaanlage entlasten. Eine von Sensoren gesteuerte mechanische Verschattung verringert die Blendung, während mehr als 18.000 individuell dimmbare fluoreszierende Leuchten das natürliche Licht ergänzen, so dass Energie-Einsparungen von 30 Prozent möglich sind. Die Stabilität des Gebäudes soll neben dem Stahlkorsett im Turminneren auch durch verschiedene Stahlverstrebungen der Fassade gewährleistet werden.
Eine erdgasgespeiste Kraft-Wärme-Kopplungs-Anlage liefert 40 Prozent der elektrischen Energie für den New-York-Times-Abschnitt innerhalb des Gebäudes; die Abwärme wird für Heizung und Kühlung genutzt. In den Stockwerken der New York Times ist ein erhöhtes Bodensystem für die Unterflur-Luftverteilung installiert, das einen geringeren Verbrauch hat als eine konventionelle Kühlung. Das Gebäude weist ebenfalls eine Außenluftkühlung auf, falls es außerhalb des Gebäudes kühler als im Innenraum ist.
Der Wolkenkratzer verfügt über 52 Stockwerke, die Decke des höchsten Stocks erreicht eine Höhe von 219,9 Metern. Die äußere Fassade ist bis zu einer Höhe von 256 Metern eine Vorhangfassade auf Glas. Auf der Dachmitte wurde eine sich verjüngende Spitze installiert, wodurch die Höhe von 319 Metern zustande kommt. Der obere Teil der Spitze ist so konzipiert, dass er leicht im Wind schwingen kann. Die gesamte Nutzfläche des Turms beläuft sich auf rund 143.000 m². Das Gebäude wird mit Green Building zwar als umweltfreundlich betitelt, ist allerdings nicht LEED-zertifiziert.

## Zwischenfall am 6. Juni 2008

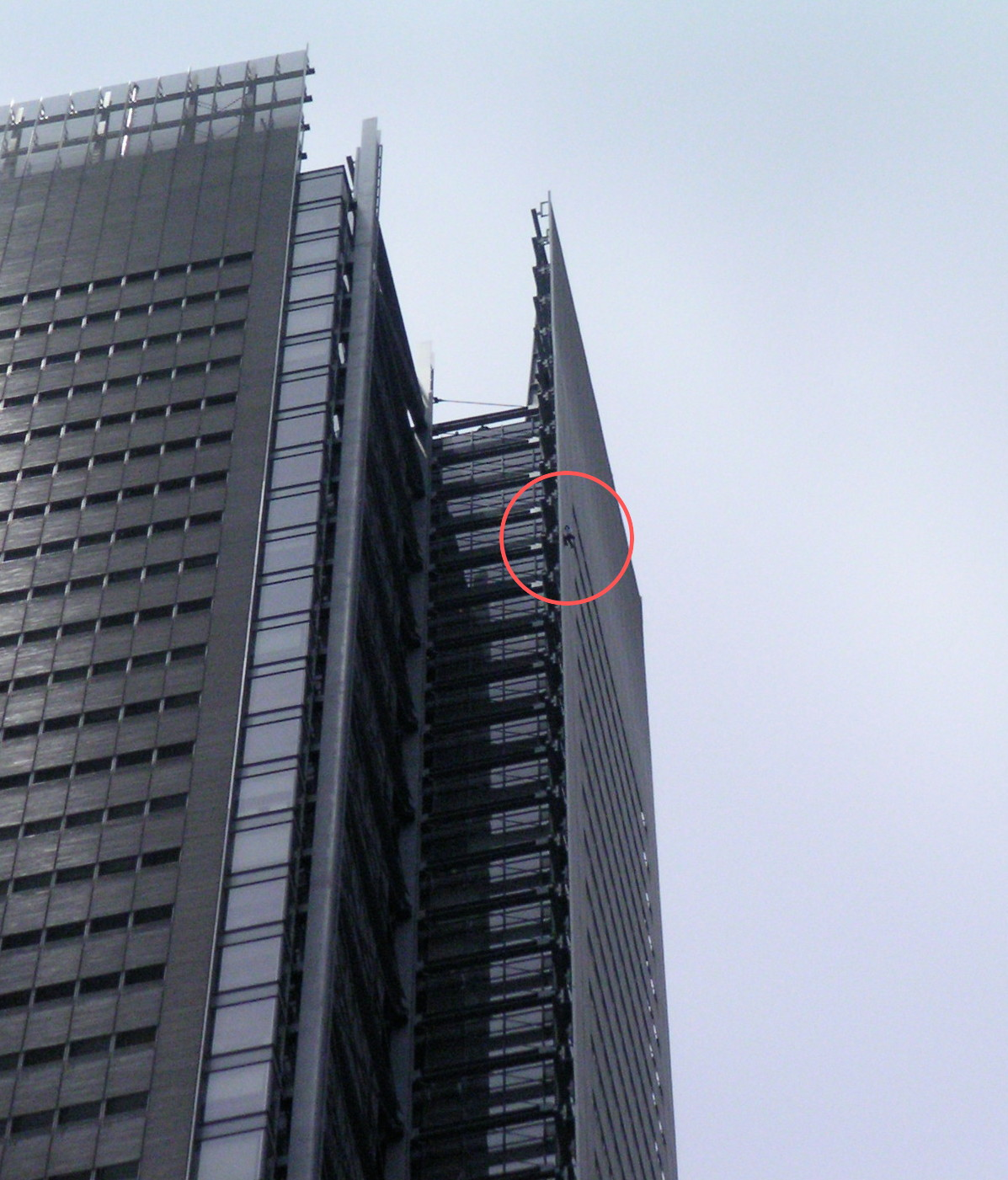
Alain Robert an der Fassade, 2008

Am 6. Juni 2008 kletterte der Franzose Alain Robert, auch unter dem Spitznamen „Spiderman“ bekannt, ungesichert die Fassade bis hinauf zur Dachkante. Als Begründung gab er an, damit auf den Klimawandel aufmerksam machen zu wollen. Nur wenig später tat es ihm spontan ein weiterer Kletterer nach. Eine Sprecherin der New York Times äußerte, die Zeitung wolle künftig ähnliche Zwischenfälle verhindern.

## Ansichten

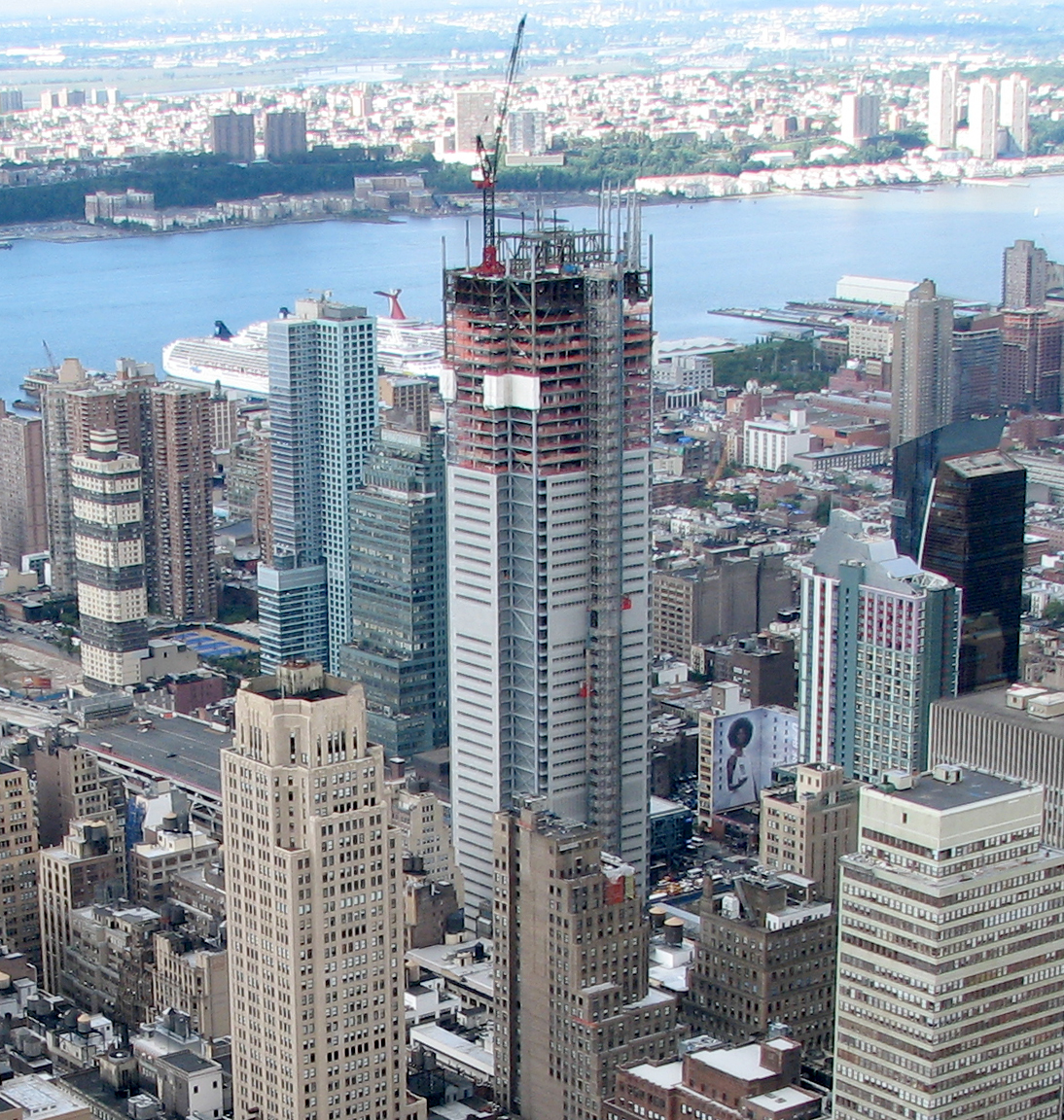
Das Gebäude im Bau, gesehen vom Empire State Building (2006)
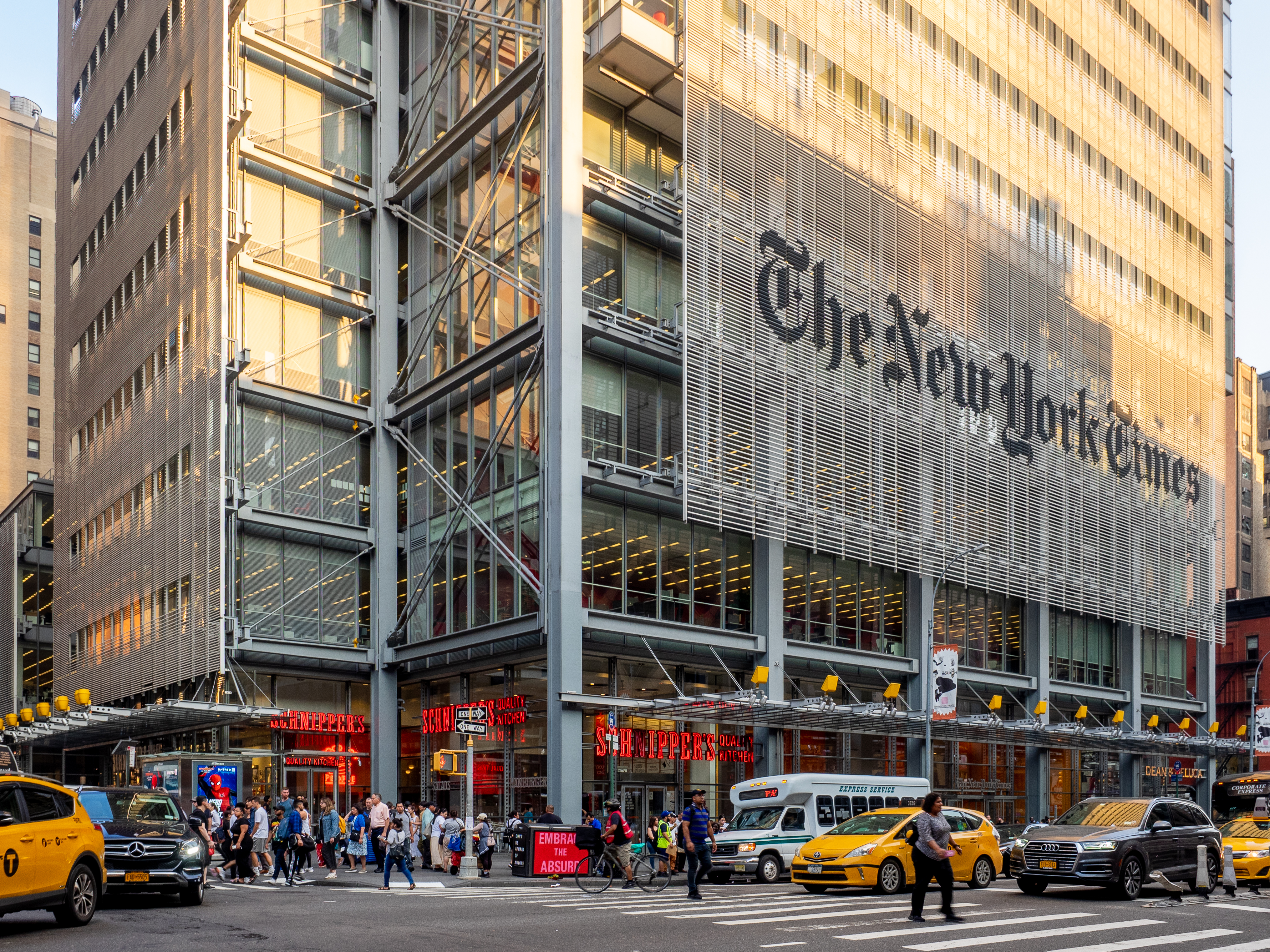
Die Basis im Juli 2019
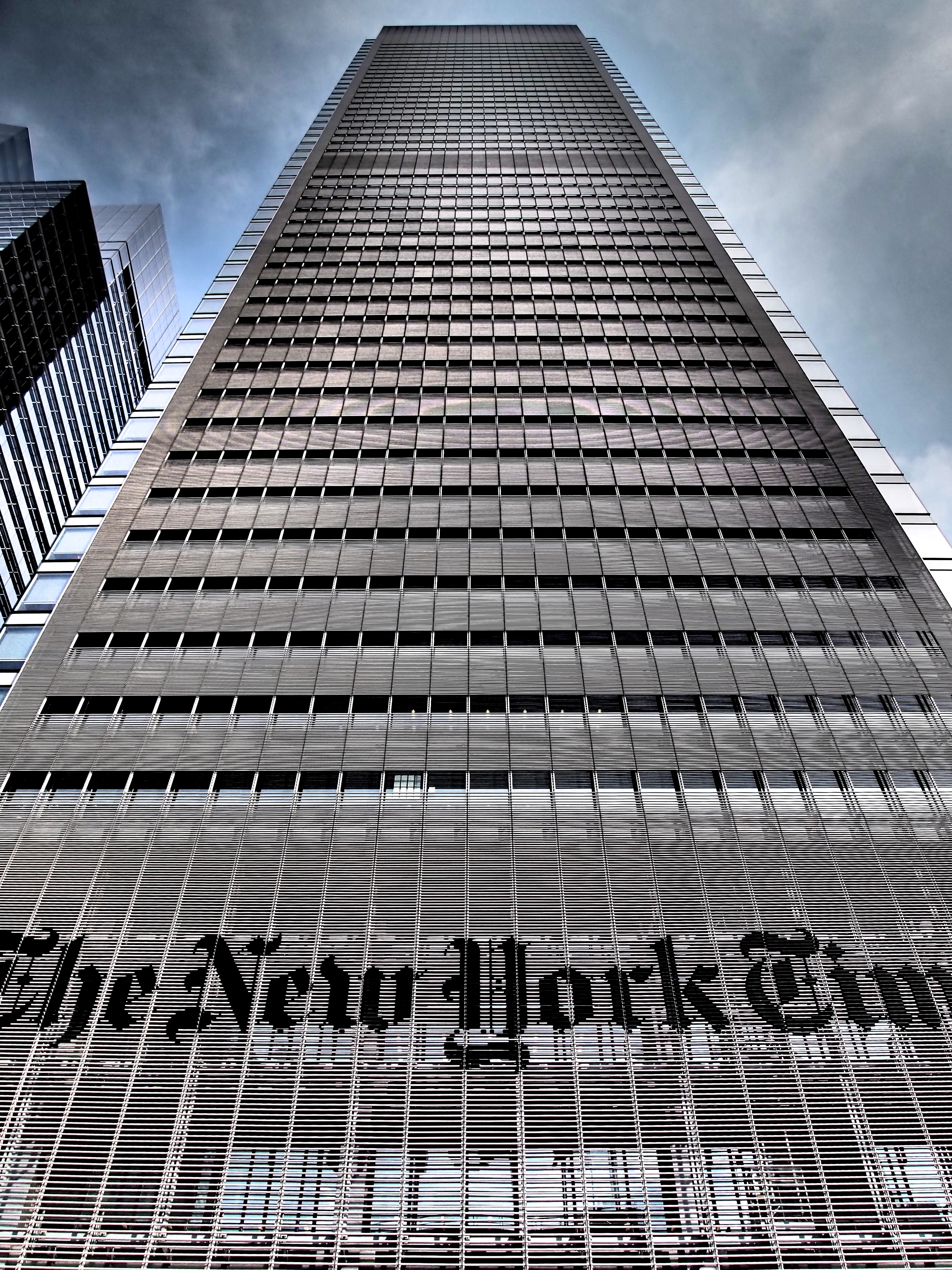
Vertikale Ansicht
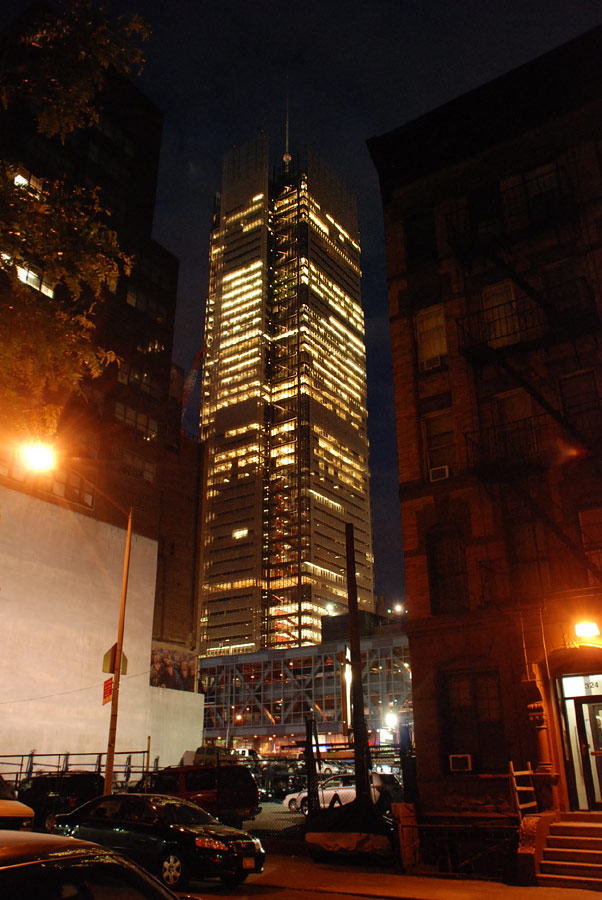
Der Turm bei Nacht
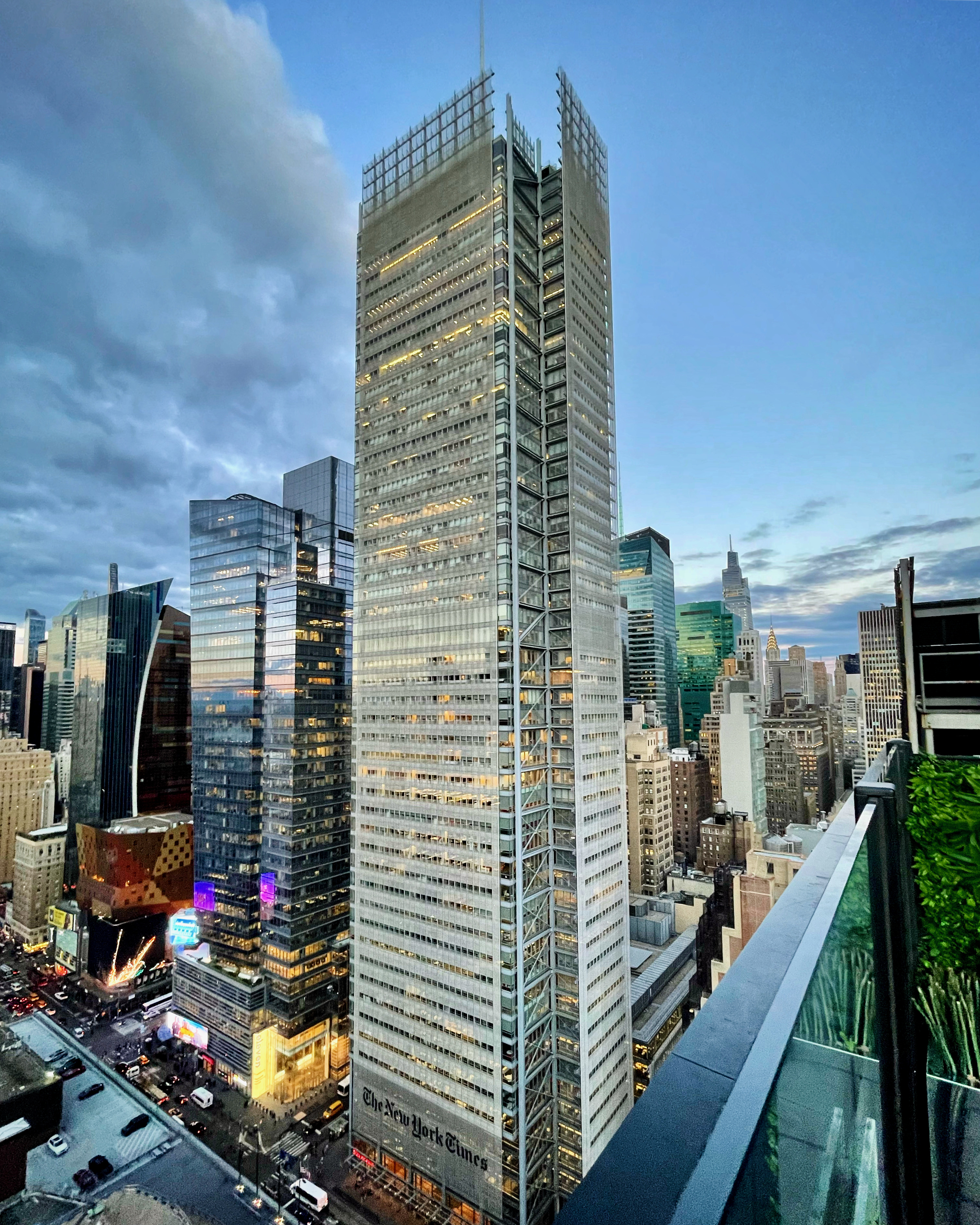
Das Gebäude im Abendlicht im September 2021